# Café Museum

Logo

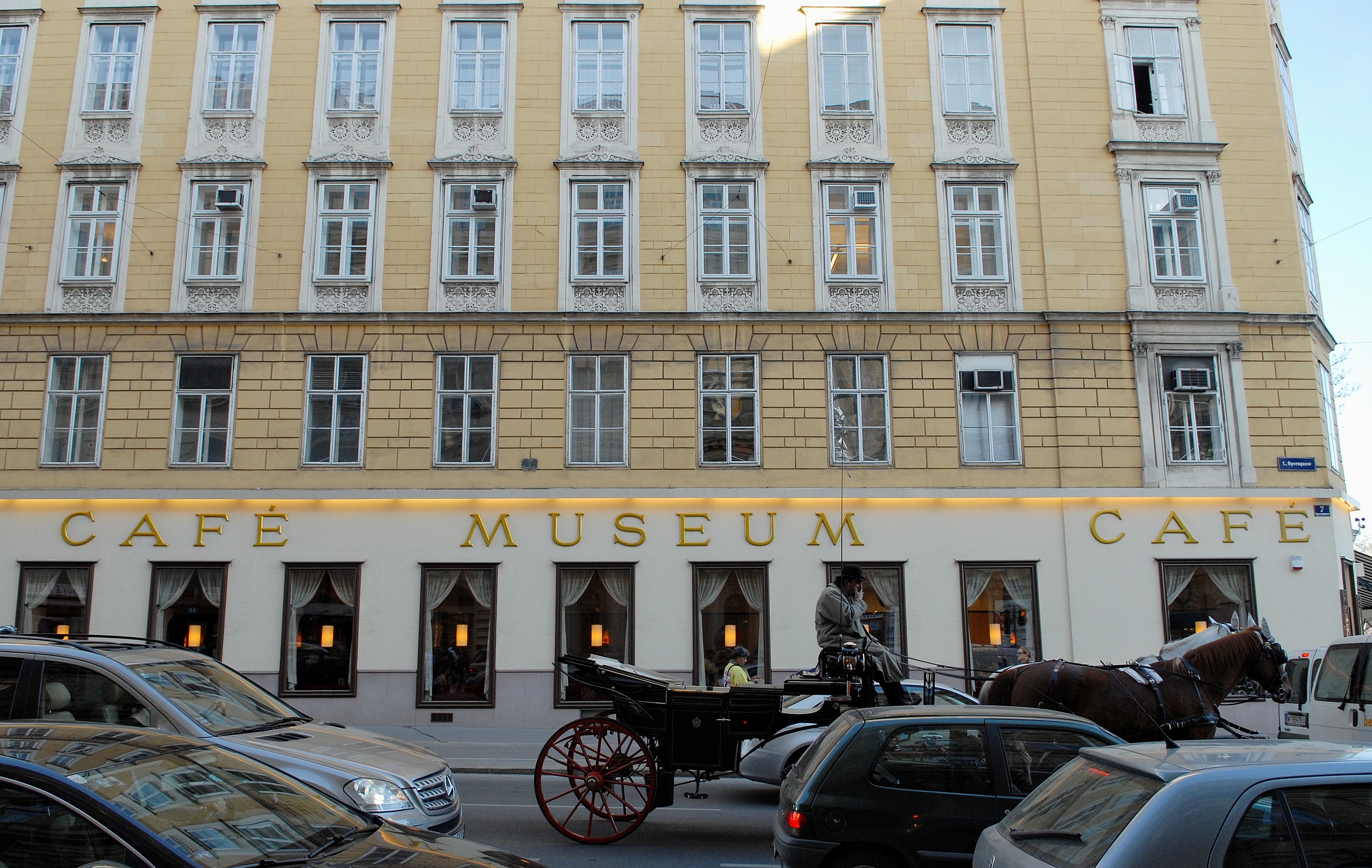
Café Museum, Außenansicht von der Operngasse, 2012

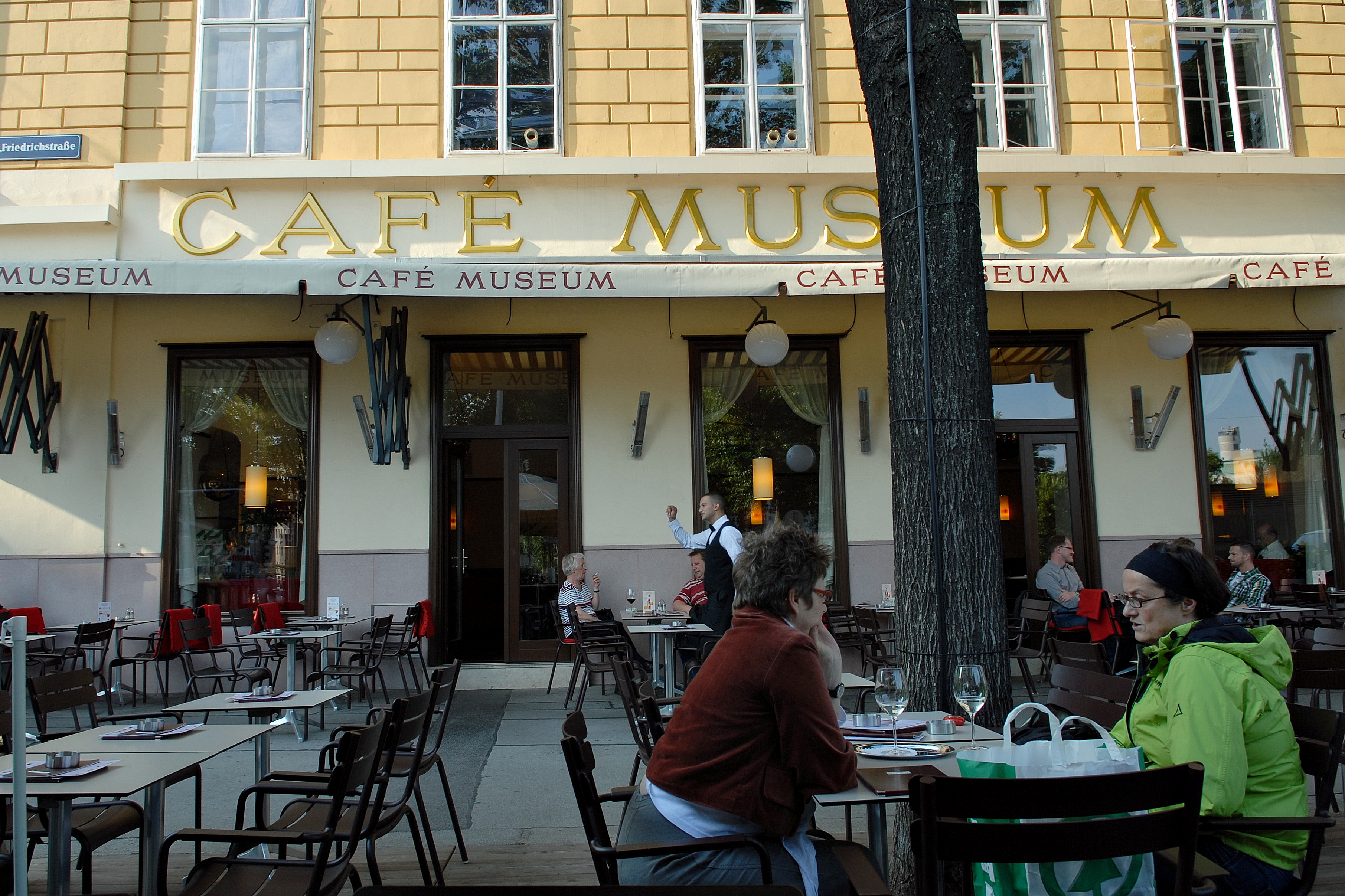
Café Museum, Schanigarten an der Friedrichstraße, 2011

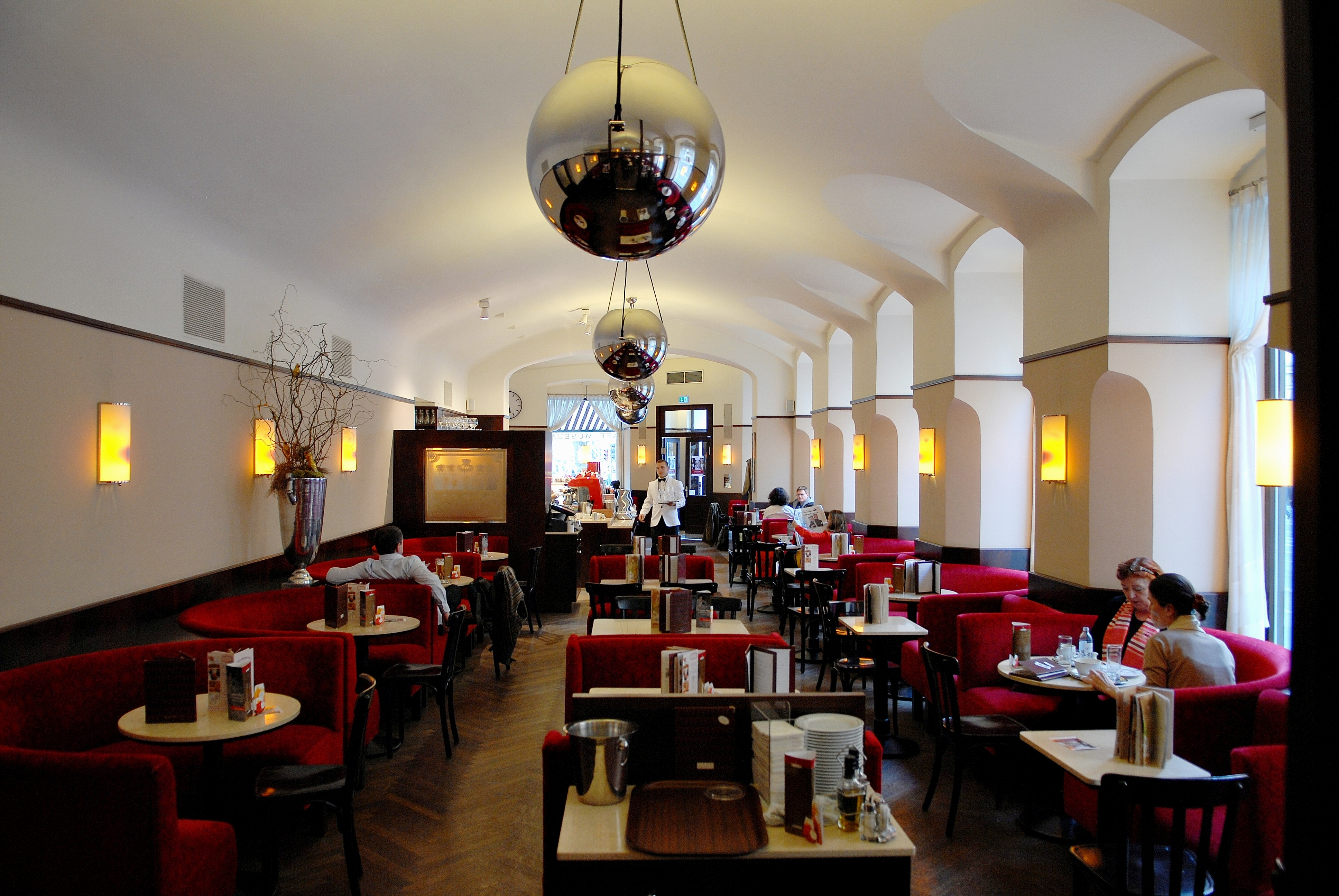
Wiederhergestellte Einrichtung von Josef Zotti, 2012

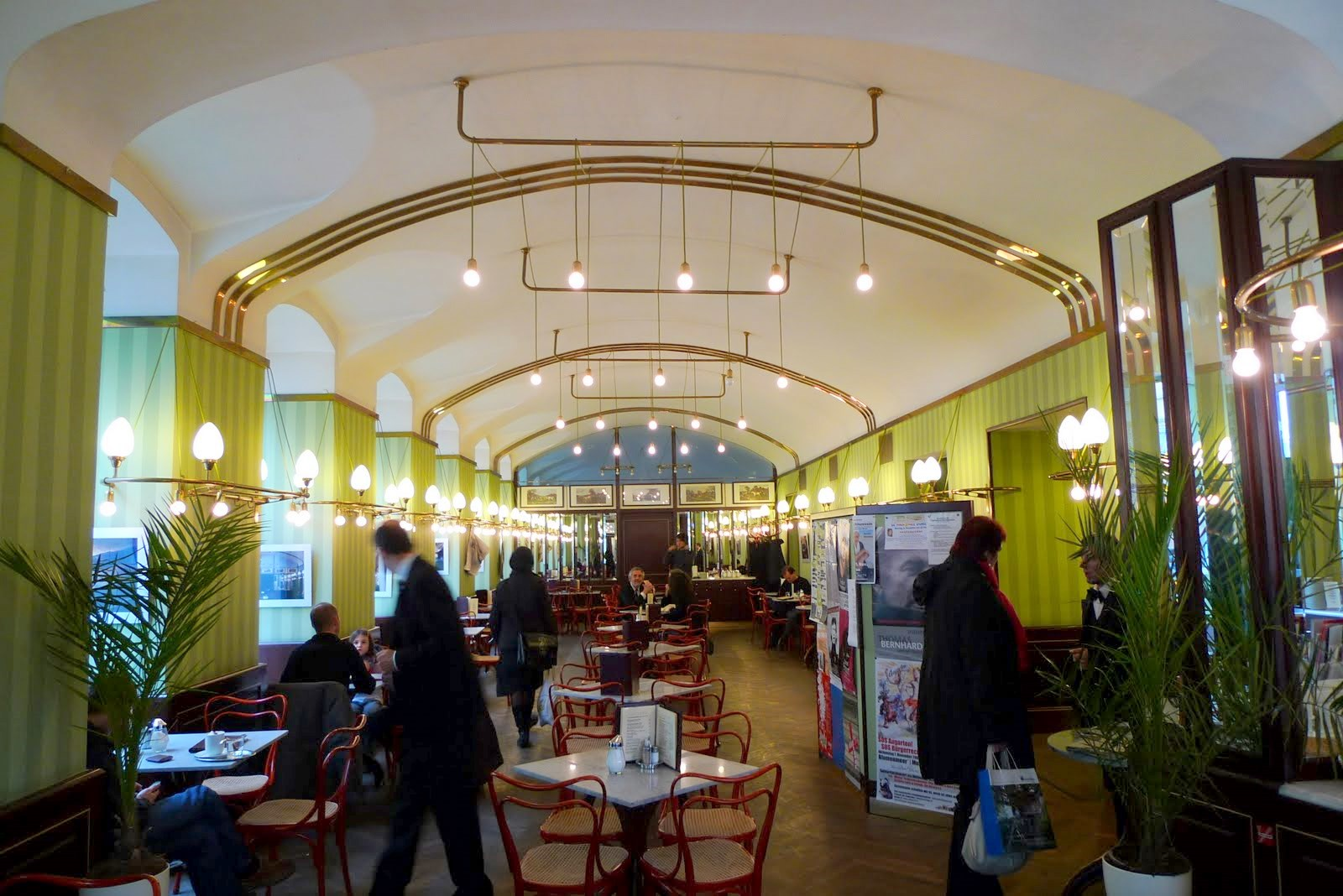
Wiederhergestellte Einrichtung von Adolf Loos, 2009

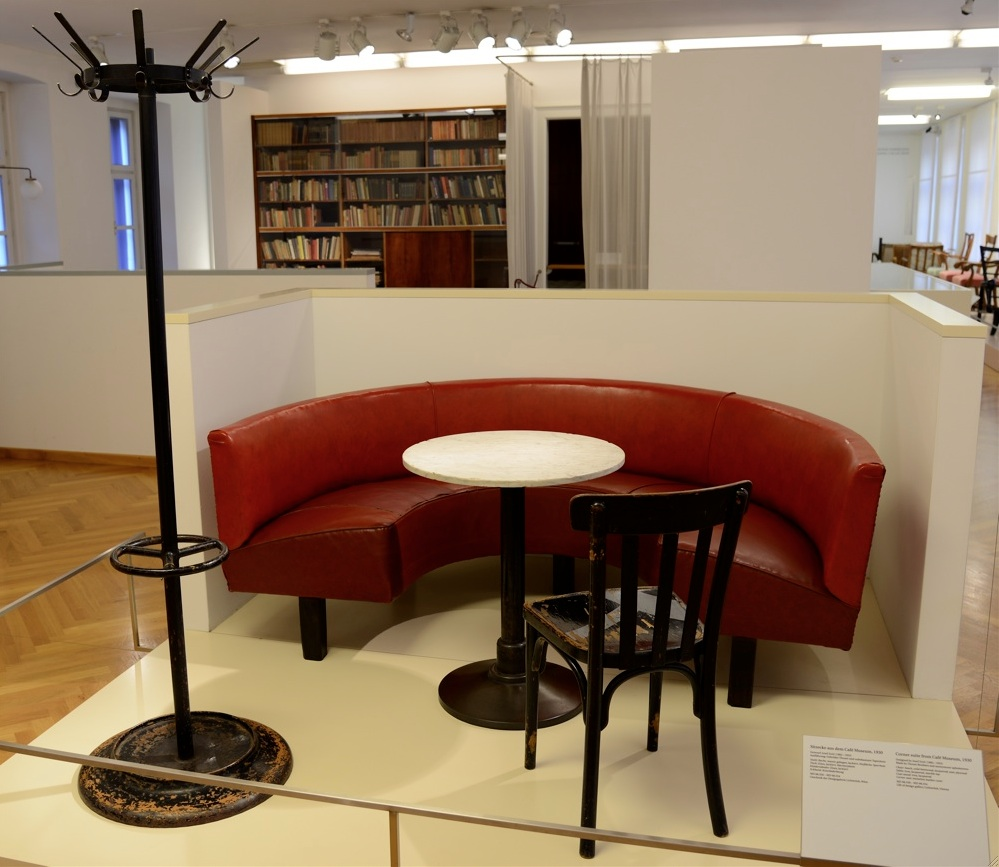
Teile der originalen Zotti-Einrichtung wurden 2003 im Zuge des Umbaus ins Möbelmuseum Wien übernommen

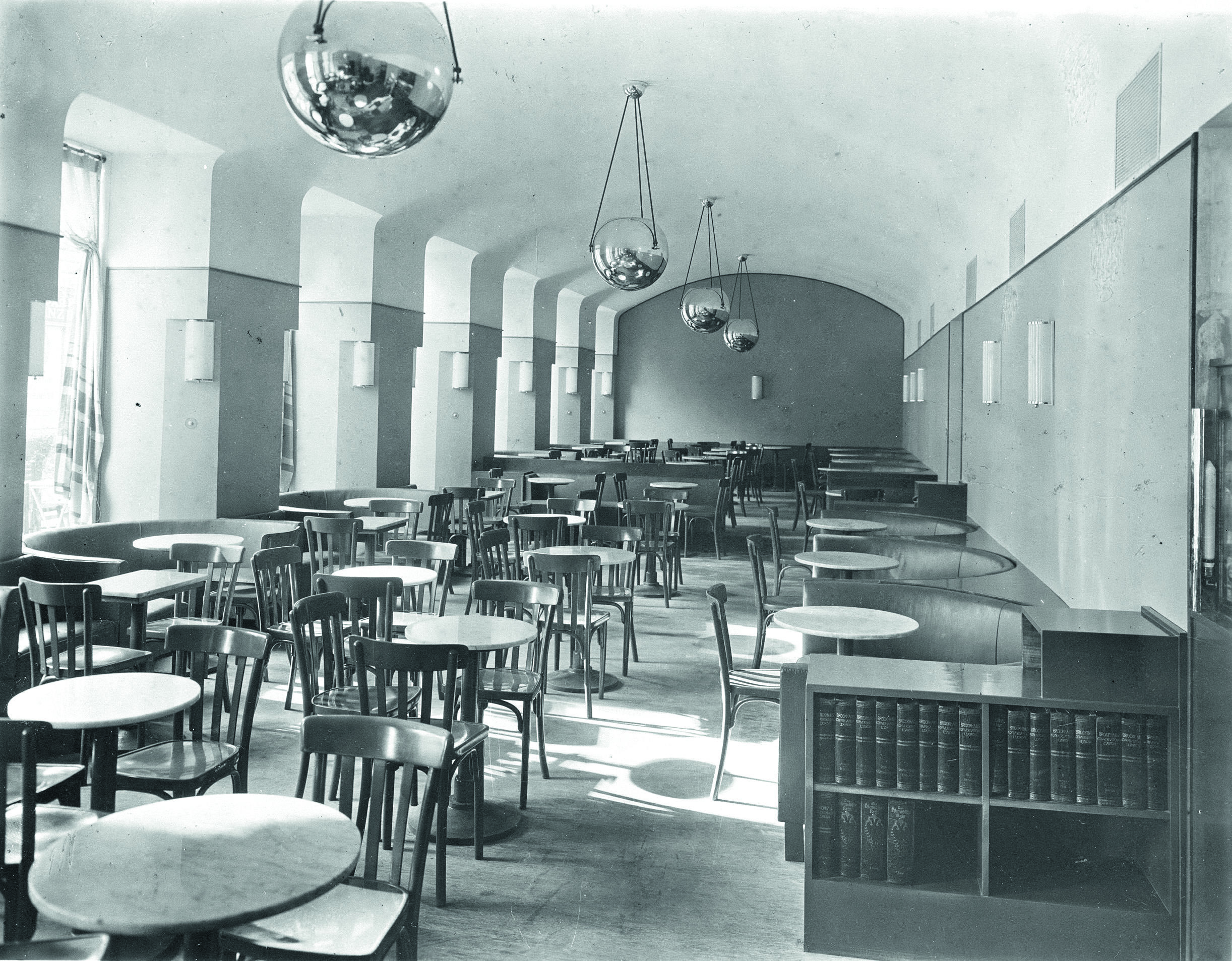
Café Museum in den 1930er Jahren (Original-Einrichtung von Josef Zotti)

Café Museum, Originaleinrichtung von Adolf Loos, Aufnahme vor dem Ersten Weltkrieg

Café Museum, Blick in den rückwärtigen Teil des Billardsaales, 1899

Gibson-Zimmer im Café Museum, 19. April 1899 (Tag der Eröffnung des Café Museum), Adolf Loos am rechten Bildrand stehend

Das Café Museum ist ein Kaffeehaus in der Operngasse 7 im 1. Wiener Gemeindebezirk Innere Stadt, das am 19. April 1899 eröffnet und rasch zu einem Treffpunkt der Wiener Künstler wurde. Die ursprüngliche Innenausstattung gestaltete Adolf Loos.

## Geschichte

### Architekt
Das Eckgebäude Friedrichstraße/Operngasse wurde 1872 nach Plänen des Architekten Otto Thienemann erbaut. Max Fabiani, Architekt der Urania, hatte vom Besitzer des Kaffeehauses den Auftrag erhalten, ein neues Lokal im Haus Ecke Friedrichstraße/Operngasse einzurichten. Fabiani aber überzeugte den Kaffeehausbesitzer in selbstloser Weise davon, dass der junge und bis dahin fast ausschließlich als Kunstkritiker tätige Adolf Loos diese Aufgabe am besten erfüllen könne. Fabiani hatte damit dem Architekten Adolf Loos dessen ersten bedeutenden Auftrag vermittelt: die Einrichtung des Café Museum.

### Konzept und Ausstattung
Adolf Loos vertrat die Auffassung, dass ein Architekt sich auf das Funktionale zu beschränken habe und künstlerische Gestaltungsversuche an Gebrauchsgegenständen unangemessen seien. Er gestaltete daher das Café Museum betont schlicht, was zur Zeit seiner Eröffnung als revolutionär galt. Er benötigte für seine Café-Ausstattung, mit der er sich an den Kaffeehäusern des Biedermeiers orientierte, glatte Wände, Messingleisten, Marmortische mit Holzfüßen, Bugholz- und Korbstühle, Glühlampenfassungen an Stromdrähten mit Glühlampen (ohne Lampenschirme), Röhren, die sowohl als Gasleitungen als auch als Kleiderstangen genutzt wurden, Spiegel zur Raumvergrößerung sowie gerahmte Drucke des amerikanischen Künstlers Charles Dana Gibson für das sogenannte „Gibson-Zimmer“. Mit der Einrichtung des „Gibson-Zimmers“ im Café Museum stellte Loos nachdrücklich seine Vorliebe für Amerika unter Beweis. Wenige Jahre später erneuerte er den Beweis für dieses Faible mit der Ausstattung der „American Bar“ im Kärntner Durchgang im 1. Wiener Gemeindebezirk Innere Stadt.
Mit Marmortisch und Bugholzstuhl propagierte Adolf Loos im letzten Jahr des 19. Jahrhunderts die klassischen Einrichtungsgegenstände für die Kaffeehäuser des 20. Jahrhunderts. Aber nicht nur für Kaffeehäuser diente das „Café Museum“ als verbindliches Vorbild, sondern für sämtliche moderne Inneneinrichtungen der nachfolgenden Epochen. So hatte die Verwendung der geraden, ungedrechselten Billardtischbeine, die sich ihrerseits wieder an den Billardtischbeinen des Biedermeiers orientierten, nachhaltige Wirkung auf die Klavierflügelbeine, die von da an geradlinig und ungedrechselt gestaltet wurden.
Das Spielzimmer im Café Museum wurde von Richard Seifert arrangiert. Dessen Gesamtausführung hatte die Hofbillardfabrik Heinrich Seifert & Söhne übernommen.

### Namensgebung
Ludwig Frisch, der erste Cafétier des „Café Museum“, betrieb zuvor ein „Café zum Museum“ in der Babenbergerstraße 5 hinter dem Kunsthistorischen Museum und übertrug den alten Namen etwas vereinfacht auf sein am 19. April 1899 eröffnete neues Lokal in der Friedrichstraße. In der Nähe des neuen Lokals befand sich nun kein Museum mit alten Kunstwerken mehr, sondern ganz im Gegenteil: Nicht weit davon hatte sich die damals modernste und provokanteste Ausstellungshalle Wiens etabliert: die Wiener Secession.

### Spitzname
Schon bald nach Eröffnung des Lokals im Frühjahr 1899 entdeckten die Künstler des am 12. November des Vorjahres eröffneten Secessionsgebäudes das Café Museum als ihren Treffpunkt. Binnen kurzem wurde das Café deshalb etwas ungerechtfertigt abwertend „Secessionisten-Tschecherl“ genannt. Es entstand somit gewissermaßen ein Treppenwitz der Kunst- und Kulturgeschichte: Ein erklärter Gegner der Secessionisten, Adolf Loos, hatte deren Lieblingslokal eingerichtet.

### Stammgäste
Zu den Stammgästen des Cafés zählten im frühen 20. Jahrhundert unter anderem Peter Altenberg, Alban Berg, Hermann Broch, Elias Canetti, Gustav Klimt, Oskar Kokoschka, Karl Kraus, Maria Lazar, Franz Lehár, Margarete Lihotzky, Adolf Loos, Robert Musil, Joseph Maria Olbrich, Leo Perutz, Joseph Roth, Roda Roda, Egon Schiele, Georg Trakl, Otto Wagner und Franz Werfel. Später waren auch die Schriftsteller Elfriede Gerstl, Albert Paris Gütersloh, Ernst Jandl, Elfriede Jelinek und Friederike Mayröcker sowie der Cartoonist Manfred Deix Stammgäste.

### Umgestaltungen
Der aus Tirol stammende Innenraumarchitekt und Chefdesigner der „Prag Rudniker Korbwaren-Fabrikation“ Josef Zotti, Schüler des Architekten Josef Hoffmann, erhielt 1914 den Auftrag, eine Korbbalustrade um die Straßensitzplätze des Café Museum in der Friedrichstraße zu entwerfen. 1930 bis 1931 gestaltete er das Café tiefgreifend um. Er installierte halbrunde Sitzlogen aus rotem Kunstleder entlang der Wände und kreierte so einen gemütlichen Wohnzimmercharakter, was im Kontrast zum bisher kühl wirkenden Innenraum stand. Ein Extrazimmer mit großem Spiegel, welches nicht mit Bänken, sondern lediglich mit Stühlen und Tischen ausgestattet war, fungierte bis in die 1990er Jahre als Anziehungspunkt für lokale und internationale Schachspieler.
Im Jahr 2003 wurde das Café Museum in Anlehnung an die ursprüngliche Loos-Gestaltung umgebaut. Teile der originalen Zotti-Einrichtung wurden im Zuge des Umbaus ins Möbelmuseum Wien übernommen. Die Loos-Rekonstruktion wurde allerdings einerseits wegen der fehlenden Authentizität, andererseits aufgrund der weniger gemütlichen Bestuhlung kritisiert. Betreffend die Umgestaltung im Jahr 2003 mit Implementierung des wiederhergestellten Loos-Mobiliars (und die damit einhergegangene Teuerung) vermerkte der Wiener-Zeitung-Feuilletonist Johann Werfring rückblickend im Jahr 2012: „Aus dem Café Museum am Karlsplatz (...) hat man im Jahr 2003 gemeinsam mit dem Zotti-Mobiliar aus den 1930er Jahren auch die studentische und (lebens)künstlerische Kundschaft hinauskomplimentiert.“ Den Schachspielern stand nach dem Umbau kein Platz mehr zur Verfügung. Ende 2009 wurde das Café Museum geschlossen.
Nachdem schließlich der Wiener Gastronom Berndt Querfeld das Kaffeehaus übernommen hatte, wurde es erneut umgebaut. Da man den Nachbau der Loos-Einrichtung als missglückt empfunden hatte, orientierte sich Architekt Hans Peter Schwarz bei der Umgestaltung wiederum an Josef Zotti: Bei den gepolsterten halbrunden Bänken handelt es sich um Rekonstruktionen, die indes nicht wie im Original-Zotti-Design mit rotem Kunstleder, sondern mit roten Samtbezügen ausgestattet sind. In Anlehnung an das originale Zotti-Interieur wurden auch rekonstruierte Metallkugel-Lampen aus Chrom-Nickelstahl, in denen sich die Innenräume des Kaffeehauses spiegeln, installiert. Die Lichtquellen der Lampen befinden sich in den Kugeln, die nach oben hin offen sind. Durch die an der Decke angebrachten Halbkugeln wird das Licht in die Räume reflektiert. Am 18. Oktober 2010 wurde das Café Museum nach erfolgter Umgestaltung von Querfeld wiedereröffnet. Bei der Wiedereröffnung kündigten die neuen Besitzer an, dass im Café Museum wieder an die alte Schachtradition angeknüpft werden solle, was aber letztlich nicht umgesetzt wurde. Heute finden im Café Museum 207 Gäste Platz.

## Kaffeehaus-Lesungen
Seit Oktober 2011 finden im Café Museum regelmäßig Kaffeehaus-Lesungen statt. Zu den Schriftstellern, die seither im Café Lesungen gehalten haben, zählen unter anderen Daniel Glattauer, Christine Nöstlinger, Franzobel, Lisa Lercher, Armin Thurnher, Susanne Scholl, Gerhard Loibelsberger und Elfriede Hammerl.